# Why Women Kill
Why Women Kill (englisch für „Warum Frauen töten“) ist eine US-amerikanische Dramedy-Fernsehserie von Marc Cherry, der auch für die Serienerfolge Desperate Housewives und Devious Maids verantwortlich war. In Why Women Kill kombiniert Cherry Crime-, Soap- und Mystery-Elemente, zu einer bissigen, schwarzen Komödie.
Drei unterschiedliche Handlungsstränge beginnen zeitversetzt, wobei alle in demselben Haus spielen und es stets um Beziehungen geht, die sich anders entwickeln als erwartet...

## Handlung

### Staffel 1
- 1963: Nach dem Tod der Tochter zieht das Ehepaar Stanton in ein neues Haus in Pasadena. Beth Ann, stets bemüht, eine gute Ehefrau zu sein, gibt sich die Schuld am Tod ihrer Tochter. Der Nachbarin Sheila erzählt sie, versehentlich das Tor zur Straße geöffnet gelassen zu haben, so dass das Mädchen überfahren wurde, als es einem Ball nachlief. Nachdem Beth feststellt, dass ihr Mann Rob sie mit der Kellnerin April betrügt, lernt sie seine Geliebte kennen und freundet sich mit ihr an. Beth erfährt von April die Sehnsüchte ihres Mannes und versucht nun ihrerseits, Rob alles recht zu machen. Eine neue Freundin findet Beth auch in der Nachbarin Mary, die von ihrem chronisch eifersüchtigem Mann Ralph misshandelt wird. Als April von Rob schwanger wird, entschließt sich Beth, ihren Mann zu verlassen. Als sie ihn im Büro aufsucht, kommt es zur Unterredung mit Robs Sekretärin. Diese gesteht, mit Rob ebenfalls ein Verhältnis gehabt zu haben. Außerdem gesteht sie, dass sie nach einem Schäferstündchen mit Rob bei ihrer Flucht vor Beth das Tor des Grundstücks aufließ, durch das Beths Tochter auf die Straße laufen konnte. Als Beth klar wird, dass Rob davon gewusst hat, kontaktiert sie Mary. Mary bereitet einen Brief an Ralph vor, in dem sie vorgibt, sich aufgrund eines Verhältnisses mit Rob von ihm zu trennen. Als ihr Mann den Brief liest, nimmt er seinen Revolver, geht wütend zum Haus der Stantons und erschießt Rob.

- 1974: Beth verkauft das Haus an Simone, an ihrer Seite ein junges Mädchen. Beth gibt an, zu ihrer Freundin April nach New York zu ziehen.

- 1984: Nachdem Simone von der Homosexualität ihres Mannes Karl erfahren hat, fängt sie ein Verhältnis mit Tommy, dem Sohn ihrer besten Freundin Naomi Harte, an. Karl versucht mit Simone, den Schein einer heilen Ehe gegenüber Freunden und Nachbarn aufrechtzuerhalten. Als Simones Tochter Amy, frisch getrennt von ihrem Verlobten Brad, zu Besuch kommt, versucht sie ebenfalls mit Tommy anzubandeln. Simone kann das verhindern und unterstützt Amys und Brads Versöhnung. Bei einem gemeinsamen Abendessen mit Brads Familie trifft Simone auf Hector, ihren ehemaligen Friseur und den Geliebten ihres Mannes. Als Naomi von dem Verhältnis zwischen Tommy und Simone erfährt, kommt es nicht nur zum Bruch der Freundschaft, sondern auch zum Mordversuch an Simone. Durch Zufall erfährt Simone, dass Karl an Aids erkrankt ist. Als sie an Karls Freunden den furchtbaren Verlauf der Krankheit erkennt, beschließt sie, bei ihm zu bleiben. Das Verhältnis mit Tommy verheimlicht sie nicht mehr und beendet es, als Tommy die Stadt verlässt, um ein Kunststudium zu beginnen. Als Karl durch die Krankheit stark geschwächt ist, leistet Simone ihrem Mann Sterbehilfe.

- 2017 verkauft die mittlerweile im Rollstuhl sitzende Simone das Haus an das Ehepaar Harding. Taylor und ihr Mann Eli bewundern Simones Engagement in der von ihr gegründeten AIDS-Stiftung. Ebenso bewundern sie die Gemälde des angesagten Künstlers Thomas Harte aus Simones Besitz.

- 2019: Die bisexuelle Anwältin Taylor und der Schriftsteller Eli führen eine offene Ehe. Als Taylors Geliebte Jade von ihrem Ex-Freund Duke bedroht wird, lässt Taylor sie in die gemeinsame Wohnung einziehen. Eli, der zuerst Einwände hat, sieht sich plötzlich von beiden Frauen umgarnt. Trotzdem kommt eine gewisse Eifersucht auf. Als Duke zufällig auf das Trio trifft, versucht er vergeblich, Jade zu einer Rückkehr zu ihm zu überreden. Durch Jade kann Eli wieder an seine vergangenen beruflichen Erfolge anknüpfen, fällt aber in seine Drogenabhängigkeit zurück. Nachdem Taylor erfahren hat, dass Jade und Eli auch ohne ihre Anwesenheit miteinander schlafen, entfremden sich die beiden Frauen zunehmend. Durch Duke erfährt Taylor, dass nicht er der Gewalttätige ist, sondern Jade, welche zusätzlich von der Polizei gesucht wird. Obwohl Taylor ihre Bekanntschaft aus dem Haus wirft, kommt Jade zurück und verletzt Eli mit einem Küchenmesser. Bei dem Kampf mit Taylor unterliegt sie jedoch und wird von ihrer ehemaligen Liebhaberin niedergestochen.

- Epilog: Taylor und Eli verkaufen das Haus an ein junges Ehepaar, bei der Übergabe bewundert Eli die Gewehrsammlung des neuen Besitzers. Als sich Taylor und Eli vor der Tür von dem Mann verabschieden, sieht seine Ehefrau auf dem Handy ihres Mannes eine SMS von seiner offensichtlichen Geliebten mit eindeutigem Inhalt. Mit einem der Gewehre wartet sie auf die Rückkehr ihres Gatten.

#### Hintergrund
Die erste Staffel wurde ab August 2019 vom US-Video-on-Demand-Dienst CBS All Access veröffentlicht. Die deutschsprachige Erstausstrahlung der ersten Staffel der Serie fand auf TVNOW statt. Noch während der Ausstrahlung der ersten Staffel wurde eine zweite Staffel bestellt, die in den USA ab Juni 2021 auf Paramount+ veröffentlicht wurde. In Deutschland ist die zweite Staffel seit November 2021 auf RTL+ verfügbar. Eine französische Version wurde ab März 2020 auf dem Sender M6 ausgestrahlt.
Die erste Staffel spielt parallel auf drei unterschiedlichen Zeitebenen aber am gleichen Ort. Das Wohnhaus der Hauptdarsteller dient als verbindendes Element. In der letzten Folge lappen die Geschehnisse übereinander, die Darsteller bewegen sich im Finale gleichzeitig durch die drei Zeitebenen.

### Staffel 2
Pasadena 1949. Die unscheinbare Hausfrau Alma träumt von der Aufnahme in den Gartenklub der weiblichen High Society. Allerdings wird sie von den beteiligten Frauen nicht beachtet.
Als die Vorsitzende des Gartenklubs, Rita, von ihrem tyrannischen Mann auf frischer Tat mit ihrem Liebhaber Scooter beobachtet wird, bekommt er einen Schlaganfall und stürzt die Treppe herab. Auf den Rollstuhl angewiesen und des Sprechens unfähig, wird Carlo von seiner extra angereisten Tochter Catherine gepflegt, welche die Möglichkeit nutzen will, die ungeliebte Rita aus dem Haus zu vertreiben und zu enterben.
Durch Zufall entdeckt Alma, dass ihr Mann, der Tierarzt Bertram, ein Serienmörder ist, der seiner Auffassung nach unheilbar Kranke von ihren Leiden erlöst. Der nächtliche Streit über das unheimliche Hobby ihres Mannes ruft die neugierige Nachbarin Mrs. Yost auf den Plan. Beim Belauschen des Gespräches stürzt diese in eine herumliegende Heckenschere und stirbt. Aus Angst vor dem Gerede vergraben Alma und ihr Mann die Leiche im Garten und täuschen eine Kurzreise ihrer Nachbarin vor. Das Auto versenken sie in einem See, um es wie einen Unfall aussehen zu lassen. Durch Grace gelingt es Alma, Kontakt zu den Frauen des Gartenklubs aufzunehmen. Um die Damen zu beeindrucken, stattet Alma ihr Wohnzimmer mit einigen wertvollen Gegenständen der Dahingeschiedenen aus. Ritas Liebhaber, der arbeitslose Schauspieler Scooter, unterhält nebenbei ein geheimes Verhältnis zu Almas Tochter Dee. Der von Rita angeheuerte Privatdetektiv Loomis beobachtet das Treiben, da er das junge Mädchen sympathisch findet, verschweigt er Rita zunächst sein Ergebnis. Als Rita von dem Verhältnis erfährt, schmeißt sie Scooter aus der von ihr bezahlten Wohnung. Dee beginnt ein Verhältnis mit Loomis, der ihr, nachdem Dee erfahren hat, von Scooter schwanger zu sein, sogar einen Heiratsantrag macht. Zwischenzeitig hat Rita, die begonnen hatte, sich mit Alma anzufreunden, erfahren, dass ihre Nebenbuhlerin Dee Almas Tochter ist. Aus Rache lässt Rita Almas Garten ruinieren und blamiert sie vor den Frauen des Gartenklubs. Rita überzeugt Scooter, ein Verhältnis mit Catherine einzugehen, und beauftragt Loomis, kompromittierende Fotos von dem Stelldichein zu machen um so ihren Wohlstand zu sichern.
Die tief verletzte Alma ermordet nun mit ihrem Mann zusammen Carlo und schiebt den Verdacht auf Rita, indem sie die tödliche Giftspritze in Ritas Handtasche versteckt. Während des Mordes kommen Veronica und Scooter in die Villa und vergnügen sich auf dem Sofa. Alma und ihrem Mann gelingt es zwar, das Haus zu verlassen, allerdings werden sie von Loomis, ohne es zu bemerken, fotografiert. Nach einer Hausdurchsuchung wird Rita verhaftet. Mittlerweile hat die Polizei das versenkte Auto gefunden und sich auf die Suche nach der vermissten Mrs. Yost gemacht. Aus der Untersuchungshaft beauftragt Rita Loomis, nach Beweisen für ihre Unschuld zu suchen. Ritas Cousine Isabel versucht mit den kompromittierenden Fotos zunächst Catherine zu erpressen, diese ist allerdings unbeeindruckt. Als Isabel auf den Bildern im Hintergrund Alma entdeckt, wird ihr klar, wer Carlo ermordet hat. Mit dem Foto als Beweis versucht sie nun, Alma zu erpressen. Durch Zufall erfährt Catherine, dass es sich bei dem mittlerweile bei ihr lebenden Scooter um Ritas Liebhaber handelt. Sie zwingt ihn, vor Gericht gegen Rita auszusagen.
Alma kann Bertram überzeugen, ihr dabei zu helfen, Isabel umzubringen, um in den Besitz des Beweismaterials zu gelangen. Am Tatort lässt Alma ein gefälschtes Schreiben Isabels zurück, in dem diese den Mord an Carlo gesteht. Dee entdeckt durch Zufall Mrs. Yost Leiche im Garten. Nun wird ihr die Herkunft der Wohnzimmerdekoration im elterlichen Wohnzimmer klar. Heimlich bringt sie die Sachen in das Haus der Nachbarin zurück und flüchtet aus dem Elternhaus, um mit Loomis durchzubrennen. Rita wird aufgrund des gefälschten Geständnisses aus der Haft entlassen. Als sie bei Catherine ihr Erbe einfordern will, präsentiert ihr diese eine Sammlung an Informationen aus Ritas ehemaligem Leben als Prostituierte. Rita verlässt gedemütigt die Villa. Bei einem heimlichen Treffen mit Scooter werden die beiden von Catherine beobachtet. Catherine, tief verletzt, dass Scooter offenbar zu Rita zurückkehren will, schießt auf das Paar. Dabei trifft sie nicht nur Scooter, sondern auch den zufällig vorbeigehenden Bertram. Loomis hat zwischenzeitig mehrere Spuren verfolgt, die alle ins Elternhaus seiner Frau führen. Als er Alma mit seinem Verdacht konfrontiert, weicht diese aus.
Im Gartenklub kandidiert Alma für den Vorsitz, die einzige Gegenkandidatin wird von Alma aus dem Rennen geworfen, als sie droht, deren lesbisches Verhältnis mit Grace zu veröffentlichen.
Als Alma ihren Mann im Krankenhaus besucht, bemerkt sie Rita aus dem benachbarten Zimmer kommen. Sie kombiniert schnell, dass es sich bei dem Patienten um Scooter handelt, dem sie sich als Dees Mutter vorstellt. Um den jungen Mann aufzuwiegeln, berichtet sie von der Schwangerschaft ihrer Tochter und der Hochzeit mit Loomis. Bereit, den sie verdächtigenden Detektiv aus dem Weg zu räumen und den Verdacht auf Scooter zu lenken, lässt sie einen Manschettenknopf des Schauspielers mitgehen. Alma überredet ihren Mann, Loomis zu töten und den Manschettenknopf als Hinweis für den Mörder liegenzulassen, während sie sich zur Präsidentin des Gartenklubs wählen lässt.
Auf der Veranstaltung wird Alma von Rita zu einem Gespräch im Hinterhof gebeten. Die Witwe konfrontiert Alma mit den Vorwürfen des Mordes an Carlos und Isabell und droht mit deren Offenlegung. Aus Verzweiflung sticht Alma Rita mit einem im Hof herumliegenden Werkzeug ab. Da sie die Leiche nicht versteckt und zudem Blut an ihrer Pelzstola klebt, wird allen Anwesenden klar, wer die Täterin ist. Wortlos verlässt Alma die Veranstaltung. Als Alma nach Hause kommt, erwartet sie Bertram bereits. Dieser hat sich gegen die Ermordung des Schwiegersohns entschieden, stattdessen habe er die Schuld der Morde auf sich genommen, um seine Frau zu schützen. Mit Loomis hat er einen zeitlichen Vorsprung ausgemacht, um sich selber zu erlösen. Als Alma ihn von dem Mord an Rita berichtet, schlägt Bertram vor, dass sie die letzte Reise gemeinsam antreten sollten. Alma willigt ein, nachdem sich Bertram die tödliche Spritze zuerst gesetzt hat, zögert sie allerdings und wird von der eintreffenden Polizei verhaftet. In dem Presserummel um das Gerichtsverfahren als Mörderin erhält Alma die von ihr gewünschten Aufmerksamkeit.

## Rezeption
Moviepilot lobte die „brillant bissige“ Darstellung Lucy Lius in der ersten Staffel und betitelte die Sendung als „eine der besten Serien des vergangenen Jahres“.
Das Portal Filme.de lobte die „authentische Ausstattung samt Kostüme und Frisuren“ und nannte die Folgen der ersten Staffel einen „sensationellen Geheimtipp für Fans des sehr bösen Humors ( … ) die man einfach mal gesehen haben muss“.
Georg Löcher äußert sich in seiner ausführlichen Rezension für fernsehserien.de anerkennend über den geschickten Umgang mit den unterschiedlichen Frauen- und Rollenklischees auf den drei Zeitebenen. Da alle drei Frauen von ihren Männern betrogen wurden und alle drei zu Mörderinnen werden, wäre es jedoch zu vorhersehbar, wenn immer der jeweilige Gatte ins Gras beißen würde – so dass bis zum Staffelende unklar bleibt, wer schlussendlich umgebracht wird. Kritisch sieht er dagegen die recht überschaubare Anzahl von Figuren, auf der jeweiligen Zeitebene. Ohne die Möglichkeit zur Interaktion agieren die jeweiligen Charaktere voneinander isoliert, was dazu führe, dass sie „schwer greifbar“ wirken und Zuschauer dadurch länger bräuchten, bis sie mit ihnen warm werden. Was Lucy Lius Darstellung der 80er Jahre Salonschlange Simone beftifft, so fühlt Löcher sich an die von Joan Collins dargestellte Alexis Colby aus dem Denver-Clan (1981–89) erinnert, bei der es ebenfalls zum Konzept gehörte immer ein bisschen zu dick aufzutragen und die Missgunst anderer als Kompliment aufzufassen.
Julia Bähr zog in der Frankfurter Allgemeinen Zeitung ein positives Resümee und titelte „selten sah blanker Hass so elegant aus“.

## Episodenliste

### Staffel 1
| Nr. (ges.) | Nr. (St.) | Deutscher Titel                | Originaltitel                                                                                    | Erstveröffentlichung USA | Deutschsprachige Erstveröffentlichung (D) | Regie                     | Drehbuch                       |
| ---------- | --------- | ------------------------------ | ------------------------------------------------------------------------------------------------ | ------------------------ | ----------------------------------------- | ------------------------- | ------------------------------ |
| 1          | 1         | Der Kuss der blonden Kellnerin | Murder Means Never Having to Say You’re Sorry                                                    | 15. Aug. 2019            | 15. Jan. 2020                             | Marc Webb                 | Marc Cherry                    |
| 2          | 2         | Du kannst schon wieder?        | I’d Like to Kill Ya, But I Just Washed My Hair                                                   | 22. Aug. 2019            | 15. Jan. 2020                             | Marc Webb                 | Austin Guzman                  |
| 3          | 3         | Dreier mit Jade                | I Killed Everyone He Did, But Backwards and in High Heels                                        | 29. Aug. 2019            | 15. Jan. 2020                             | David Grossman            | Randi Mayem Singer             |
| 4          | 4         | Stoned unter dem Tisch         | You Had Me at Homicide                                                                           | 5. Sep. 2019             | 15. Jan. 2020                             | Valerie Weiss             | Greg Malins                    |
| 5          | 5         | Ehebruch und Kindergarten      | There’s No Crying in Murder                                                                      | 12. Sep. 2019            | 15. Jan. 2020                             | David Grossman            | Jeff Strauss & Brendan Stephan |
| 6          | 6         | Quickie mit Hector             | Practically Lethal in Every Way                                                                  | 19. Sep. 2019            | 15. Jan. 2020                             | David Warren              | Joe Keenan                     |
| 7          | 7         | Koks im Kofferraum             | I Found Out What the Secret to Murder Is: Friends. Best Friends.                                 | 26. Sep. 2019            | 15. Jan. 2020                             | Elizabeth Allen Rosenbaum | Hannah Schneider               |
| 8          | 8         | Simone auf dem Schenkel        | Marriages Don’t Break Up on Account of Murder – It’s Just a Symptom That Something Else Is Wrong | 3. Okt. 2019             | 15. Jan. 2020                             | Lucy Liu                  | Alexa Junge                    |
| 9          | 9         | Die Frau in unserem Bett       | I Was Just Wondering What Makes Dames Like You So Deadly                                         | 10. Okt. 2019            | 15. Jan. 2020                             | Dawn Wilkinson            | Mary Elizabeth Hamilton        |
| 10         | 10        | Der letzte Tango               | Kill Me as if It Were the Last Time                                                              | 17. Okt. 2019            | 15. Jan. 2020                             | David Warren              | Marc Cherry & Curtis Kheel     |

### Staffel 2
| Nr. (ges.) | Nr. (St.) | Deutscher Titel                                             | Originaltitel           | Erstveröffentlichung USA | Deutschsprachige Erstveröffentlichung (D) | Regie              | Drehbuch                |
| ---------- | --------- | ----------------------------------------------------------- | ----------------------- | ------------------------ | ----------------------------------------- | ------------------ | ----------------------- |
| 11         | 1         | Träume, Triumph und Tod                                     | Secret Beyond the Door  | 3. Juni 2021             | 4. Nov. 2021                              | David Warren       | Marc Cherry             |
| 12         | 2         | Wer ist die Böseste im ganzen Land?                         | The Woman in the Window | 3. Juni 2021             | 4. Nov. 2021                              | David Warren       | Joe Keenan              |
| 13         | 3         | Eine Dame für die Blumen                                    | Lady in the Lake        | 10. Juni 2021            | 4. Nov. 2021                              | Jennifer Getzinger | Joshua Michael Stern    |
| 14         | 4         | Du sollst nicht stehlen – es sei denn, der Stil verlangt es | Scene of the Crime      | 17. Juni 2021            | 4. Nov. 2021                              | Eva Longoria       | Hannah Schneider        |
| 15         | 5         | Instrumente des Schicksals                                  | They Made Me a Killer   | 24. Juni 2021            | 4. Nov. 2021                              | Larry Shaw         | Mary Elizabeth Hamilton |
| 16         | 6         | Wer tötet so spät bei Nacht und Wind?                       | Dangerous Intruder      | 1. Juli 2021             | 4. Nov. 2021                              | Larry Shaw         | Stacey Harman           |
| 17         | 7         | Meine Cousine Rache                                         | The Woman in Question   | 8. Juli 2021             | 4. Nov. 2021                              | Joanna Kerns       | Curtis Kheel            |
| 18         | 8         | Wenn Argwohn die Tochter befällt                            | Murder, My Sweet        | 15. Juli 2021            | 4. Nov. 2021                              | David Warren       | Austin Guzman           |
| 19         | 9         | In den Fängen der Teufelin                                  | The Unguarded Moment    | 22. Juli 2021            | 4. Nov. 2021                              | Melanie Mayron     | Joe Keenan              |
| 20         | 10        | Im blutigsten Garten                                        | The Lady Confesses      | 29. Juli 2021            | 4. Nov. 2021                              | David Warren       | Joe Keenan              |

## Besetzung und Synchronisation
Die deutschsprachige Synchronisation entsteht nach den Dialogbüchern von Rebekka Balogh (Staffel 1) sowie Katrin Kabbathas (Staffel 2) und unter der Dialogregie von Frank Glaubrecht bei der Berliner Cinephon.

### Staffel 1
| Rolle            | Schauspieler          | Synchronsprecher     |
| ---------------- | --------------------- | -------------------- |
| Simone Grove     | Lucy Liu              | Melanie Hinze        |
| Beth Ann Stanton | Ginnifer Goodwin      | Tanja Schmitz        |
| Taylor Harding   | Kirby Howell-Baptiste | Anne Helm            |
| Jade             | Alexandra Daddario    | Esra Vural           |
| Karl Grove       | Jack Davenport        | Thomas Schmuckert    |
| Tommy Harte      | Leo Howard            | Henning Nöhren       |
| Naomi Harte      | Katie Finneran        |                      |
| Amy Grove        | Li Jun Li             | Daniela Molina       |
| Robert Stanton   | Sam Jaeger            | Gerrit Hamann        |
| April Warner     | Sadie Calvano         | Victoria Frenz       |
| Eli Cohen        | Reid Scott            | Matthias Deutelmoser |

### Staffel 2
| Rolle              | Schauspieler      | Synchronsprecher         |
| ------------------ | ----------------- | ------------------------ |
| Alma Fillcot       | Allison Tolman    | Marie-Isabel Walke       |
| Bertram Fillcot    | Nick Frost        | Olaf Reichmann           |
| Rita Castillo      | Lana Parrilla     | Claudia Urbschat-Mingues |
| Carlo Castillo     | Daniel Zacapa     | Jan Spitzer              |
| Catherine Castillo | Veronica Falcon   | Sabina Trooger           |
| Dee Fillcot        | B. K. Cannon      | Rieke Werner             |
| Vern Loomis        | Jordane Christie  | Daniel Welbat            |
| Grace              | Virginia Williams | Mareile Moeller          |
| Joan               | Jessica Phillips  | Gundi Eberhard           |
| Isabel Vega        | Eileen Galindo    | Sabine Arnhold           |
| Scooter Polarsky   | Matthew Daddario  | Konrad Bösherz           |
| Harriet            | Rebecca Wisocky   | Andrea Solter            |
| Sid                | Guy Nardulli      | Armin Schlagwein         |
| Mavis              | Kerry O’Malley    | Marion Musiol            |